# Autostrada A813 (Franța)
Autostrada A813, sau A813, este o scurtă autostradă franceză, ramificație a A13, care asigură prima secțiune a centurii de ocolire Sud-Est a orașului Caen.
Aceasta este concesionată către SAPN și utilizarea sa este taxabilă.

## Istoric
- 1994: Înregistrare în Schema Director a Agglomération de Caen.
- 2005 - 2006: Studii realizate de SAPN.
- 2006 - 2007: Studii privind legea apelor.
- 2009: Începerea lucrărilor pentru A813.
- 27.06.2005: Declarație de utilitate publică[n 1] pentru întreaga autostradă (A13 - D613)[1].
- 06.01.2012: Punerea în funcțiune a întregii autostrăzi (A13 - D613).

| De la A13 la D613, secțiune cu taxă concesionată către SAPN. |                                                                                               |         |
| A13 E46                                                      |                                                                                               |         |
| Intersecție                                                  | Nod rutier între A13 și A813: Caen, Cherbourg-en-Cotentin; Deauville, Le Havre, Rouen, Paris. | A13 E46 |
| A813                                                         |                                                                                               |         |
|                                                              | Punctul de taxare (doar din/spre Caen).                                                       |         |
|                                                              | Secțiune fără ieșire pe o distanță de 4 kilometri.                                            |         |
| A813                                                         |                                                                                               |         |
| RD613                                                        | Caen, Lisieux, Médizon-Canon, Bellengreville, Frénouville.                                    |         |